# المثلث الجنوبي

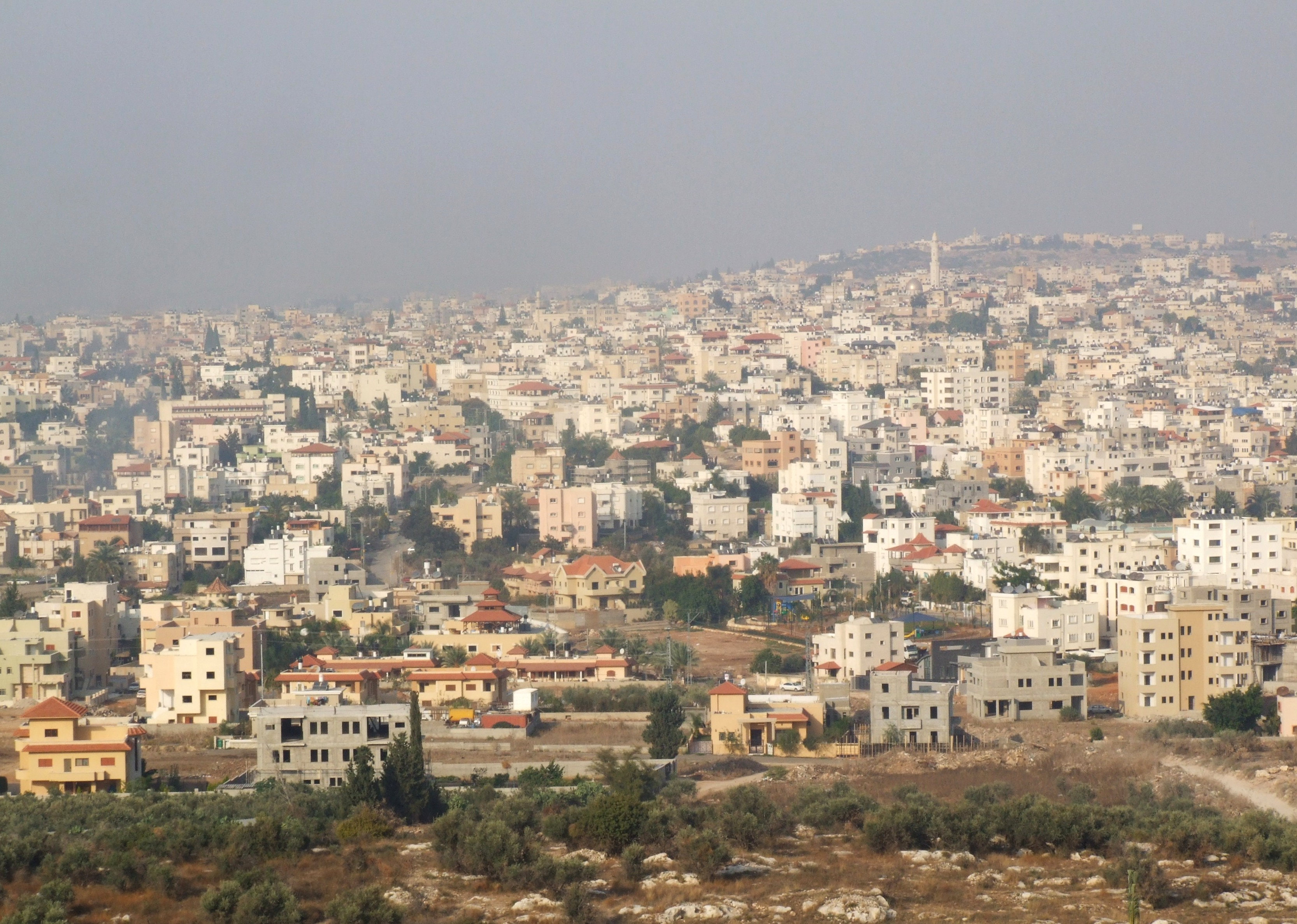
مدينة الطيبة، كُبرى مُدن المُثلّث الجنوبي.

المُثلّث الجنوبي (بالعبرية: המשולש הדרומי) هي منطقة جُغرافيّة تقع في مركز إسرائيل. يُطلق هذا الاسم على الجُزءِ الجنوبي من منطقةِ المُثلّث. تضمُّ العديدَ من المُدنِ والقُرى الفلسطينية الّتي بقي أهلها فيها ولم يهجروها عام 1948م، وكُبرى مُدنها الطيبة. يبلغُ عدد سُكّانها العرب حوالي 120,000 نسمة وجميعهم من المُسلمين.

## الجغرافيا
تتميّز منطقة المُثلّث الجنوبي بتضاريسها السهليّة الساحليّة وتُعتبر تلالها مُنخفضة.

## المدن والقرى
تضُمُّ منطقة المُثلّث الجنوبي أربعة مُدن عربيّة وقريتين عربيتين، وهي:
| المُدن                                 | القُرى               |
| ------------------------------------- | ------------------- |
| - الطيبة - الطيرة - قلنسوة - كُفر قاسم | - كُفر برا - جلجولية |

## أُنظر أيضًا
- المُثلّث.
- المُثلّث الشّمالي.